# Night Bird Flying
Pistes de First Rays of the New Rising Sun
Izabella Angel
Night Bird Flying est une chanson de Jimi Hendrix parue dans les albums posthumes The Cry of Love (1971), et First Rays of the New Rising Sun (1997).

## Genèse et enregistrement
Composée durant les sessions au studio T.T.G. en octobre 1968, la chanson est enregistrée la première fois en deux prises au Record Plant Studios le 5 avril 1969 sous le titre Ships Passing Through the Night, avec un autre texte (disponible dans l'album posthume Valleys of Neptune en 2010). Par la suite, Jimi la travaille pendant une dizaine de séances jusqu'en mai 1970. Avec son groupe The Jimi Experience constituée du bassiste Billy Cox et du batteur Mitch Mitchell, le guitariste enregistre la chanson les 16 juin et 19 juillet 1970, puis la retouche le 22 août et Eddie Kramer la mixe le 24, c'est un titre là encore virtuellement fini. Ils ont d'ailleurs procédé à son mastering le 26 août dans la perspective de le sortir en face B de Dolly Dagger.

## Analyse
Night Bird Flying est un autre titre très complexe, surtout dans sa deuxième partie. Une influence de Bob Dylan n'est pas à exclure, tant pour le chant que pour la colonne vertébrale de la composition. En revanche, toute la seconde partie n'appartient qu'à lui : Hendrix dresse un véritable mur de guitares via ses overdubs. Le titre se rapproche à certains endroits du country rock musclé et dynamisé par le duo Cox-Mitchell.
Le texte de la chanson identifie la mère du guitariste (aimant son fils de là où elle est) comparée à un oiseau de nuit qui fait un vol de minuit.